# 리린린
이임림(李琳琳, 리린린, 본명은 이월령(李月玲, 리웨링), 영문명은 Maggie Li, 1948년 11월 13일 ~ )은 중화인민공화국 홍콩 특별행정구의 여성 영화배우, 텔레비전 연기자이다. 중국 톈진 출생이다.

## 생애
중화민국 허베이 성 톈진에서 출생하였으며 지난날 한때 일가족과 함께 중화인민공화국 광둥 성 광저우에서 잠시 유아기를 보낸 적이 있는 그녀는 5세 시절 일가족과 함께 홍콩으로 이주하였고 1963년 홍콩 영화 《교아여하불상타(教我如何不想他)》로 영화배우 데뷔하였으며 1975년부터 텔레비전 드라마에도 출연하기 시작하였다.
1991년 이후로는 영화 및 텔레비전 드라마 연기를 비롯한 연예 분야에서 사실상 은퇴하였다.
배우자는 홍콩 영화배우이고 영화감독이며 텔레비전 연기자인 장다웨이(姜大衛)이다.